# Frauenleiden
Frauenleiden ist eine historische Bezeichnung für sämtliche Probleme und Krankheiten, die Frauen betrafen; es wurde für Menstruationsbeschwerden, Zwischenblutungen, Bauchschmerzen, aber auch Kopfschmerz und Migräne, Wechseljahrssymptome wie Hitzewallungen und Menopause, sogar für Asthma und schlichte Atembeschwerden, Hautkrankheiten usw. verwendet.

## Geschichte
Der weibliche Körper und seine Funktionen waren lange Zeit mit Mythen und Tabus behaftet. So sollten Frauen sich während ihrer Monatsblutung weder waschen noch bestimmte (z. B. rot- oder schwarzfarbene) Speisen zu sich nehmen, da dieses die Menstruation verlängern bzw. verstärken könnte.
Nach den Vorstellungen der antiken Medizin war der Uterus von einem Blutgefäß-System durchzogen, das ihn mit dem gesamten Körper verband. So ging man davon aus, dass nicht abfließendes „überschüssiges“ Menstruationsblut sich im Körper ansammele, staue und zu Abszessen führe. Außerdem ging man davon aus, dass die Gebärmutter frei beweglich sei und daher ihre Lage verändern und im gesamten Körper umherwandern könnte. Diese Auffassung wurde von Hippokrates, Paracelsus, Galenos bis hin zu Leonardo da Vinci vertreten. Letztlich gingen sie auf entsprechende Theorien der altägyptischen Heilkunde zurück. Im Corpus Hippocraticum war zu lesen: „Die Gebärmutter ist (bei Frauen, erg.) an allen Krankheiten schuld.“ Platon schrieb in einer Abhandlung: „Die Gebärmutter ist ein Tier, das glühend nach Kindern verlangt. Bleibt dasselbe nach der Pubertät lange Zeit unfruchtbar, so erzürnt es sich, durchzieht den ganzen Körper, verstopft die Luftwege, hemmt die Atmung und (...) erzeugt allerlei Krankheiten.“
Auch Galenos glaubte, dass das Ausbleiben der Menstruation oder unterdrückte Vaginalsekrete bei Frauen zu Hysterie führten, wobei das ein allgemeiner Oberbegriff für unterschiedliche Symptome war und verschiedene psychische Störungen einschloss, die heute als Depression, Angstzustände, Schizophrenie oder Psychose bezeichnet werden.
Die Heilkundlerin und Mystikerin Hildegard von Bingen gehörte zu den ersten Gelehrten, welche die Frauenheilkunde von Aberglauben trennten und „Frauenleiden“ zu einem medizinischen Fachgebiet erklärten, für die es heilkundliche Behandlungsmethoden gab.
Im 18. Jahrhundert kam eine neue Theorie zur Ursache von weiblichen Beschwerden und damit verbunden auch eine neue Bezeichnung auf, nämlich Vapeurs (frz. wörtlich Dämpfe). Meyers Konversationslexikon erklärt die Bedeutung Ende des 19. Jahrhunderts wie folgt: „früher Bezeichnung einer Modekrankheit der Damen, vermeintlich durch zum Gehirn aufsteigende Blähungen verursachte Beschwerden und darauf gegründete (hysterische) Launen.“ Die medizinischen Vorstellungen des 18. Jahrhunderts gibt die Oeconomische Encyclopädie von Johann Georg Krünitz wieder: „Die Vapeurs zeigen sich gewöhnlich bei Frauenzimmern beim Eintritt oder beim Wegbleiben der Regel, aber auch außerdem beim vielen Sitzen, Essen blähender Speisen, und bei nicht gehörigen Verdauungskräften des Magens etc., sie gehen von den Nervengeflechten des Unterleibes aus (...)“.
Im 19. Jahrhundert befürchteten Mediziner, dass das starke Schnüren der Korsetts zu Lageveränderungen innerer Organe und zu einer Schnürleber führe. Die Theorie der Vapeurs wurde aufgegeben, die Medizin hielt jedoch weiterhin an der Vorstellung fest, dass die weiblichen Fortpflanzungsorgane direkt mit anderen Organen und dem Gehirn durch Nerven verbunden seien. „Der Geschlechtsapparat des Weibes ist außerordentlich nervenreich und hat gleichzeitig sehr ausgedehnte (...) Beziehungen zu den Organen des Darmkanals, dem Herzen und dem Gehirn, soweit es Sitz der Psyche ist. Demgemäß übertragen sich krankhafte Zustände der Genitalien auf dem Weg des nervösen Reflexes auf diese Organe und dokumentieren sich hier als Verstimmungen und Funktionsstörungen mannigfacher Art. Im weitesten Sinn gehört demnach in den Bereich der Frauenkrankheiten auch ein guter Teil der als Hysterie bekannten Nerven- und Gemütsstörungen.“
Die empfohlenen Behandlungsmethoden von weiblicher Hysterie waren früher skurril bis drastisch. So wurde bis in die 1930er Jahre als gängige Behandlungsmethode eine sofortige Heirat und Schwangerschaft empfohlen. Eine mögliche und auch durchaus angewandte Behandlungsmethode führte später zur Entwicklung des Vibrators. In der Gynäkologie wurden als vermeintliche Therapie seit Ende des 19. Jahrhunderts zunehmend chirurgische Eingriffe vorgenommen wie die Lagekorrektur des Uterus oder eine Hysterektomie. Zunehmend wurden jedoch auch die Eierstöcke als Auslöser von „Hysterie“ angesehen, die aus diesem Grund ohne weiteren Befund häufig operativ entfernt wurden.
Sigmund Freud leitete Anfang des 20. Jahrhunderts eine umfassende psychologische Untersuchung seelischer Krankheiten ein, leitete viele Ursachen (wohl noch unter dem Einfluss alter medizinischer Vorstellungen) vorwiegend auf sexuelle Probleme zurück. Er gehörte aber zu den Ersten, die – auch unter dem Einfluss des Deutsch-Französischen Krieges und der ersten bewussten Wahrnehmung kriegstraumatisierter Soldaten – psychisch bedingte Krankheiten nicht ausschließlich bei Frauen diagnostizierten.